# Coglio
Coglio  är en ort i kommunen Maggia i kantonen Ticino, Schweiz. 
Coglio var tidigare en självständig kommun, men 4 april 2004 blev Coglio och fem andra kommuner en del av den utökade kommunen Maggia.